# Роналд Грейб
Роналд Джон Грейб (на английски: Ronald John Grabe) е полковник от USAF и астронавт на НАСА, участник в четири космически полета.

## Образование
Роналд Грейб завършва колежа Stuyvesant High School, Ню Йорк през 1962 г. Става бакалавър по инженерни науки в Академията на USAF, Колорадо Спрингс, Колорадо през 1966 г. През 1967 г. получава магистърска степен по аеронавтика от университета в Дармщат, Германия.

## Военна кариера
Роналд Грейб започва военната си служба като лейтенант в USAF през 1966 г. От 1967 г. е във Виетнам. По време на военните действия там извършва 200 бойни полета на изтребител F-100 Супер сейбър. От 1970 г. лети на бомбардировач F-111. През 1974 г. завършва школа за тест пилоти в авиобазата Едуардс, Калифорния. От 1975 г. е тест пилот в програмите за развитие на A-7 Корсар ІІ и F-111. От 1976 до 1979 г. е командирован във Великобритания като тест пилот в RAF. След завръщането си от Великобритания става инструктор в школата за тест пилоти в авиобазата Едуардс, Калифорния. В кариерата си има актив от над 5500 полетни часа, предимно на реактивни самолети.

## Служба в НАСА
На 29 май 1980 г. Роналд Грейб е избран като астронавт от НАСА, Астронавтска група №9. През август 1981 г. завършва успешно курса на обучение. Първите си назначения получава по време на мисиите STS-3 и STS-4, когато е назначен за шеф на екипа от тест пилоти, отговарящи за проверката на системите на космическите кораби. Той е ветеран от четири космически полета и има повече от 627 часа в космоса.

### Космически полети
| Космически полети на Роналд Джон Грейб                   | Космически полети на Роналд Джон Грейб | Космически полети на Роналд Джон Грейб | Космически полети на Роналд Джон Грейб | Космически полети на Роналд Джон Грейб | Космически полети на Роналд Джон Грейб | Космически полети на Роналд Джон Грейб |
| №                                                        | Дата                                   | КК                                     | Емблема на мисията                     | Функции                                | Продължителност                        |                                        |
| -------------------------------------------------------- | -------------------------------------- | -------------------------------------- | -------------------------------------- | -------------------------------------- | -------------------------------------- | -------------------------------------- |
| 1                                                        | 3 октомври 1985                        | „Атлантис“, мисия STS-51J              |                                        | Пилот                                  | 4 денонощия 01 час 44 мин. 38 сек.     |                                        |
| 2                                                        | 4 май 1989                             | „Атлантис“, мисия STS-30               |                                        | Пилот                                  | 4 денонощия 00 часа 56 мин. 28 сек.    |                                        |
| 3                                                        | 22 януари 1992                         | „Дискавъри“, мисия STS-42              |                                        | Командир                               | 8 денонощия 01 час 14 мин. 44 сек.     |                                        |
| 4                                                        | 21 юни 1993                            | „Индевър“, мисия STS-57                |                                        | Командир                               | 9 денонощия 23 часа 44 мин. 54 сек.    |                                        |
| Сумарно време в космоса – 26 денонощия 03 часа 38 минути |                                        |                                        |                                        |                                        |                                        |                                        |

## Личен живот
След като напуска НАСА и USAF, Роналд Грейб се установява в Отава, Канада заедно със съпругата си Лин (на английски: Lynn O'Keefe) и трите си деца. Занимава се активно със ски и уинд сърфинг.

## Награди
- Летателен кръст за заслуги;
- Въздушен медал със седем дъбови листа;
- Медал за похвала на USAF;
- Кръст за заслуги на RAF;
- Медал на НАСА за изключителни заслуги;
- Медал на НАСА за участие в космически полет (4).